# 懌子内親王
懌子内親王（えきしないしんのう、弘長2年（1262年） - 永仁2年11月25日（1294年12月13日））は、鎌倉時代の皇族、女院。後嵯峨天皇の第6皇女。母は掌侍・藤原博子（勾当内侍）。院号は五条院。同母兄に覚助法親王、異母兄に後深草天皇、亀山天皇。

## 生涯
文永9年（1272年）、父・後嵯峨上皇が崩御。正応2年（1289年）12月7日、26歳で内親王宣下を受け、同月10日准三后、女院となる。
永仁2年（1294年）薨去。享年33。
亀山天皇の後宮に入り、皇女を産んだ。なお『増鏡』では、懌子内親王の美しさに目を留めた亀山院が密かに関係を結び、生まれた皇女は母の素性を秘して院の乳母の下へ預けられたとしている。